# مارسيلو أكوستا
مارسيلو أكوستا (بالإسبانية: Marcelo Acosta)‏ (مواليد 7 أغسطس 1996) هو سبّاح سلفادوري، مثّل بلاده في الألعاب الأولمبية الصيفية 2016.

## روابط خارجية
مارسيلو أكوستا على موقع الاتحاد الدولي للسباحة (الإنجليزية)
- مارسيلو أكوستا على موقع SwimRankings.net (الإنجليزية)
- مارسيلو أكوستا على موقع اللجنة الأولمبية الدولية (الإنجليزية)
- مارسيلو أكوستا على موقع أوليمبيديا (الإنجليزية)